# St. Valentin (Dolna Austria)
St. Valentin, Sankt Valentin – miasto w Austrii, w kraju związkowym Dolna Austria, w powiecie Amstetten. Liczy 9,22 tys. mieszkańców (1 stycznia 2015).
W 1943 w St. Valentin urodził się Ryszard Krynicki.

## Współpraca
- Pelhřimov, Czechy